# Кнередский мир
Кнередский мир (дат. Knærødfreden; швед. Knäredfreden) — мир, положивший конец датско-шведской войне 1611—1613 годов. Заключён 20 (30) января 1613 года.
Мирные переговоры начались зимой 1612 года на границе Смоланда и Халланда и длились полтора месяца. Шведскую сторону представляли риксканцлер Аксель Оксеншерна и члены риксрода Нильс Бельке, Густав Стенбок и Хенрик Горн, датскую — К. Фриис и ещё три члена датского риксрода. Датские представители во время переговоров размещались в Кнереде, тогда как шведские сделали своей резиденцией Ульфсбек, расположенный в 10 км от границы. Сами переговоры проходили на мосту через реку, служившую датско-шведской границей. В качестве посредников выступали английские посланники Дж. Спенс и Р. Анстратер.
20 января договор был подписан. Помимо подтверждения Штеттинского договора 1570 года, стороны обязались вернуть друг другу захваченные в ходе войны земли (Швеция — Емтланд и Херьедален, Дания — Кальмар и Боргхольм на Эланде). В качестве залога за выплату Швецией военных издержек (1 млн. риксдалеров) Дания на 6 лет удерживала за собой Эльвсборг, города Нюа- и Гамла-Лёдёсе, а также Гётеборг и вестеръётландские херады Аским, Хисинг, Севедаль, Боллебюгд, Але, Ветле и Флундре со всеми доходами с них.
Швеция отказывалась от своих притязаний на замок Зонебург на Эзеле и признавала право Дании собирать налоги с лопарей в районе между Титис-фьорд (Тюс-фьорд) и Варангер-фьордами. Обоим королям позволялось использовать в своём гербе три короны с той лишь оговоркой, что они не давали им права на взаимные территориальные претензии. Все шведские подданные отныне могли свободно вести торговлю в Датском государстве и наоборот. Шведские корабли больше не должны были платить зундскую пошлину.
Мир был гарантирован английским королём Яковом I.